# Paolo Chiesa
Paolo Chiesa (* 1956 in Mailand) ist ein italienischer mittellateinischer Philologe.

## Leben
Er wurde in lateinischer Philologie des Mittelalters an der Universität Florenz promoviert. Von 1992 bis 2006 unterrichtete er an der Universität Udine Seit 2006 hat er den Lehrstuhl für mittelalterliche lateinische Literatur, lateinische Philologie des Mittelalters und humanistische Philologie an der Universität Mailand inne.
Seine Schwerpunkte sind Textkritik und redaktionelle Methoden, die auf lateinische mittelalterliche Texte und Traditionen sowohl in theoretischer als auch in praktischer Hinsicht angewendet werden.

## Schriften (Auswahl)
- Elementi di critica testuale (= Testi e manuali per l’insegnamento universitario del latino. 72). Pàtron, Bologna 2002, ISBN 88-555-2651-0.
- Venticinque lezioni di filologia mediolatina (= Galluzzo paperbacks. 3). SISMEL – Edizioni del Galluzzo, Florenz 2016, ISBN 978-88-8450-717-4.
- La letteratura latina del Medioevo. Un profilo storico (= Studi superiori. Civiltà classiche. 1090). Carocci editore, Rom 2017, ISBN 978-88-430-8888-1.
- La trasmissione dei testi latini. Storia e metodo critico (= Studi superiori. Civiltà classiche. 1151). Carocci editore, Rom 2019, ISBN 978-88-430-9445-5.